# Deglur
Deglur é uma cidade  no distrito de Nanded, no estado indiano de Maharashtra.

## Demografia
Segundo o censo de 2001, Deglur tinha uma população de 48,024 habitantes. Os indivíduos do sexo masculino constituem 51% da população e os do sexo feminino 49%. Deglur tem uma taxa de literacia de 64%, superior à média nacional de 59.5%: a literacia no sexo masculino é de 73% e no sexo feminino é de 55%. Em Deglur, 14% da população está abaixo dos 6 anos de idade.